# Luis Terrero
Luis Enrique Terrero (nacido el 18 de mayo de 1980 en Barahona) es un jardinero central dominicano de Grandes Ligas. Terrero debutó con los Diamondbacks de Arizona en 2003 y permaneció con el equipo hasta 2005. También ha jugado para los Orioles de Baltimore en el 2006 y para los Medias Blancas de Chicago en 2007. 
El 3 de octubre de 2007, los Medias Blancas de Chicago enviaron a Terrero a las ligas menores. Sin embargo, declinó la asignación y se convirtió en agente libre. Terrero volvió a la organización de los Orioles de Baltimore después de firmar un contrato de ligas menores antes de la temporada 2008.
Actualmente juega para el equipo Diablos Rojos del México en la Liga Mexicana de Béisbol.

## Liga Dominicana
Terrero fue reclutado por los Toros del Este en la Liga Dominicana, jugando para el equipo desde el 2000 al 2008. Luego pasó a militar en las Águilas Cibaeñas, donde permaneció hasta finales de 2010 cuando fue firmado por los Leones del Escogido.

## Trivia
- En su primer partido con los Medias Blancas, Terrero conectó un jonrón.
- Terrero es una de las del truco de pelota  escondida (hidden ball trick en inglés), que consiste en engañar al corredor sobre la ubicación de la pelota con el objetivo de hacerle out. Cayó en la trampa el 10 de agosto de 2005, durante un partido contra los Marlins de la Florida.